# Sereina Zwissler
Sereina Zwissler (* 1. April 1998 in St. Gallen) ist eine Schweizer Unihockeyspielerin. Sie steht beim Nationalliga-A-Vertreter UHC Dietlikon unter Vertrag.

## Karriere

### Verein
Zwissler begann ihre Karriere beim UHC Waldkirch-St. Gallen. 2014 debütierte sie in der ersten Mannschaft des UHC Waldkirch-St. Gallen in der Nationalliga B. In ihrer ersten Saison absolvierte sie 15 Partien für die Ostschweizerinnen. 
Zur Saison 2015/16 wechselte die U19-Internationale zum UHC Dietlikon in die U21-Mannschaft. Dort absolvierte die Waldkircherin 14 Partien. Nach starken Leistungen in der U21 wurde sie 2016 in die erste Mannschaft des UHC Dietlikon berufen. Sie gewann mit Dietlikon in ihrer ersten Saison den Schweizer Cup. Zwei Wochen nach dem Cupfinal 2017 verkündete der UHC Dietlikon die Vertragsverlängerung mit der 19-Jährigen. Am 7. Februar 2018 gab der UHC Dietlikon die erneute Vertragsverlängerung mit der Verteidigerin bekannt.

### Nationalmannschaft
Zwissler debütierte 2014 für die Schweizer U19-Unihockeynationalmannschaft an der Euro Floorball Tour. Dabei sammelte sie vier Strafminuten. Durch die starken Leistungen unter Trainer Rhyner wurde sie auch im folgenden Jahr für die Euro Floorball Tour nominiert. 2016 nahm sie erstmals an einer Weltmeisterschaft teil. Sie wurde in der vierten Linie mit den Catrina Cotti und Carola Kuhn eingesetzt. Bei Gruppenspiel gegen Norwegen erzielte lieferte sie den Assist zum 8:2 durch Sindy Rüegger.

## Erfolge
- Schweizer Cup: 2017
- Schweizer Meister: 2017